# B積分
B積分是在非線性光學中對於光非線性相位移的量測，是計算雷射光束中最不穩定空間頻率的指數成長程度，在數值上等效於沿著雷射系統光軸的非線性相位移。
若用多通道的雷射系統來計算非线性相互作用的累计量，其積分為：
{\displaystyle B={\frac {2\pi }{\lambda }}\int \!n_{2}I(z)\,dz\,}
其中{\displaystyle I(z)}是延著光軸的光強度，{\displaystyle z}是在光束方向上的位置，{\displaystyle n_{2}}是量測克爾非線性的非線性因子。因為{\displaystyle n_{2}I(z)}是折射率的非線性變化，因此可以知道B積分是經過此設備通道上累計的非線性相位移。
B積分常應用在超快放大器（ultrafast amplifier）上，像是再生放大器中泡克耳斯盒之類的光學元件。